# Novi Ligure
Novi Ligure (innan 11 januari 1863 enbart Novi) är en ort och kommun i provinsen Alessandria i regionen Piemonte i Italien, 40 nordnordväst om Genua. Kommunen hade 28 286 invånare (2018).
Novi Ligure var tidigare känt för sin textilindustri. Här besegrade ryssarna och österrikarna Aleksandr Suvorov fransmännen under Barthélemy Joubert i slaget vid Novi 15 augusti 1799.